# Itzehoe
Itzehoe [ɪtsəˈhoː] (en baix alemany Itzhoe) és una ciutat de l'estat de Slesvig-Holstein (Alemanya) a la vall de l'Stör, a la transició entre el geest i el maresme. És la capital del districte de Steinburg i associat a l'àrea metropolitana d'Hamburg.
La ciutat és limítrofa amb Heiligenstedten, Oldendorf, Ottenbüttel, Schlotfeld, Oelixdorf, Münsterdorf, Breitenburg Kremperheide i Heiligenstedtenerkamp.

## Història

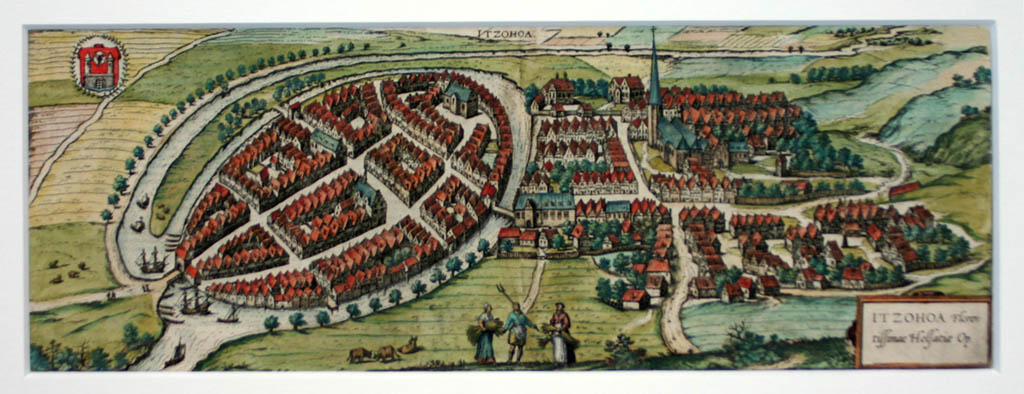
Mapa d'Itzehoe el 1588al qual es veu el centre històric a l'interior del meandre i la Neustadt
(ciutat nova)

Ja vers la fi del segle ix a la baixa edat mitjana, la nissaga dels Billung va construir un burg de fusta i talussos de sorra a l'interior del llarg meandre de l'Stör, un lloc fàcil per a defendre. El 1180 els comtes de Schauenburg van construir un castell de pedra al lloc del burg. El 1238 Adolf IV de Schauenburg-Holsteinva atorgar drets de ciutat a l'assentament. El primer esment escrit en llatí de Ezeho data del 1196. Fins avui, els lingüistes no s'han posat d'acord sobre una etimologia unívoca del nom. El nom del petit afluent de l'Stör, l'Itze, que fins a la fi del segle xix va dir-se Mühlenbach és un derivat tardà del nom de la ciutat, i no a la inversa. El nom d'Itze només va imposar-se per què permetia de distingir-lo dels centenars de Mühlenbachs que hi ha a Alemanya.
Va obtenir l'Stapelrecht o el dret d'emmagatzematge el 1260. A una època on no hi havia gaire carreteres practicables tot l'any, el transport fluvial era el més sovint l'únic possible. Itzehoe va esdevenir un port fluvial important especialitzat en el negoci de sal, tèxtil i cereals. Durant la Guerra dels Trenta Anys la ciutat va ser ocupada diverses vegades però com el consell de la ciutat va rendir-se incondicionalment al mercenari Albert de Wallenstein va quedar-se estalviada de destruccions massives. Malauradament, a la Segona Guerra del Nord (1657-1658) va ser quasi totalment destrossada per les tropes de Suècia.

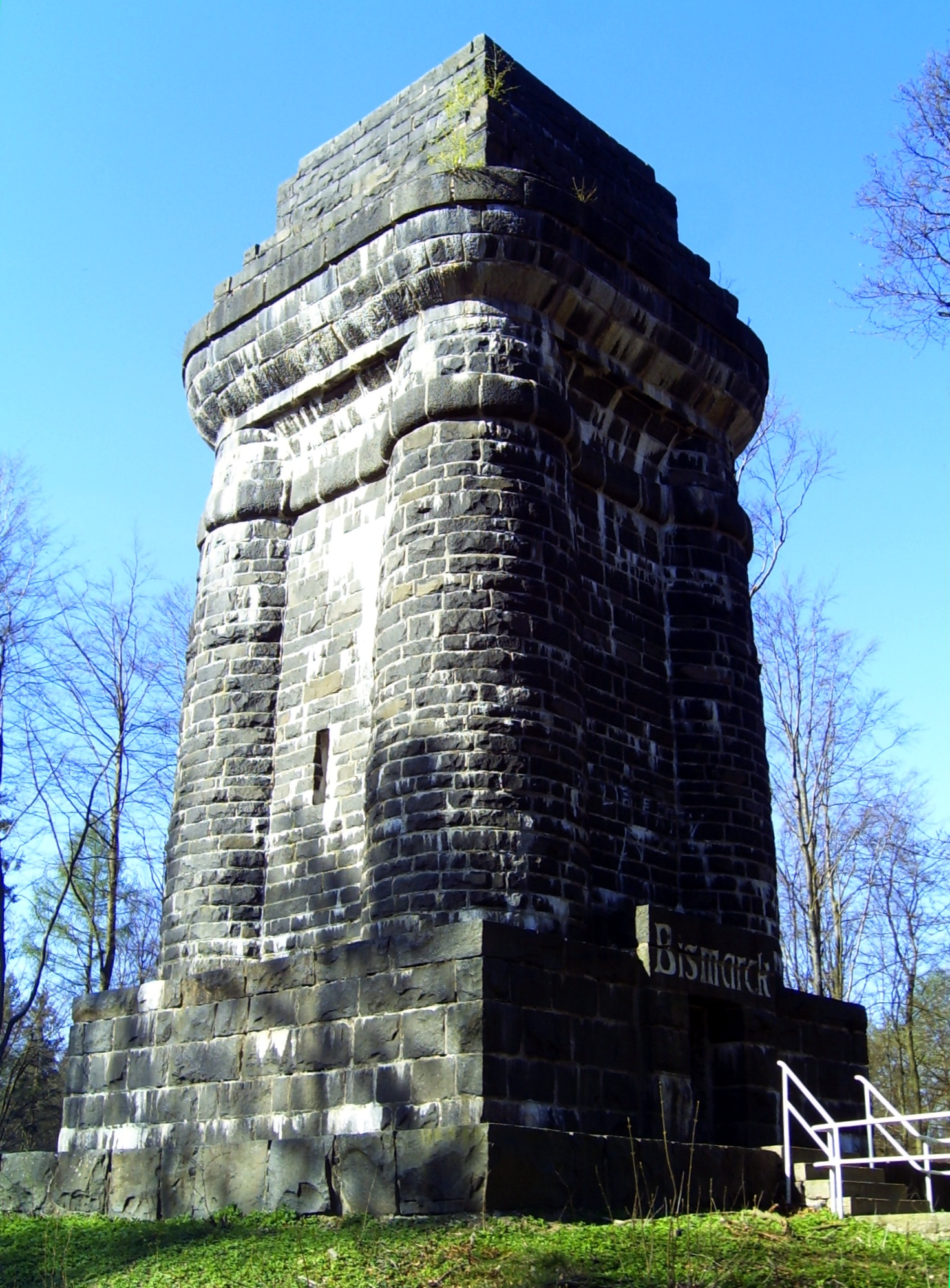
Torre Bismarck

Al segle xvii va esdevenir una ciutat de guarnició. Durant una epidèmia de pesta el 1712, un set per cents de la població de 3500 habitants va morir. Durant les Guerres napoleòniques la ciutat va quedar estalviada, tret dels inconvenients d'haver d'acantonar les tropes i pagar tributs. El 1807 breument va esdevenir la residència del landgrave Guillem I de Hessen-Kassel.
La construcció del ferrocarril (1847) i de la carretera Hamburg-Rendsburg va contribuir a la seva industrialització. Van establir-s'hi entre altres una fàbrica de sucre, una drassana, una teixidura, una fàbrica química i una de ciment que van marcar el panorama de la ciutat fins a la crisi de l'inici dels anys 1960. Després de la Guerra dels Ducats (1864) va escaure a Prússia i la ciutat va ser integrada en la nova província prussiana de Slesvig-Holstein. Els ciutadans van acollir l'administració prussiana i erigir uns quants monuments al sobirà nou: un bronze de Guillem I de Prússia (fos durant la Segona Guerra Mundial i una torre massiva en estil prussià, dedicada a Otto von Bismarck. La població va créixer, la indústria va florir i el port va conèixer una expansió fulgurant.
Itzehoe va sortir quasi il·lesa de la Primera Guerra Mundial excepte pels ciutadans que van morir a les trinxeres o per la fam a conseqüència del bloqueig marítim britànic. La població que el 1924 encara votà majoritàriament a l'esquerra 28% SPD i 8% DDP o al centre, a les darreres eleccions lliures abans de la machtergreifung hitleriana 42% van preferir el partit nazi. Durant la segona Guerra Mundial, la ciutat en certa manera perifèrica, no va patir molt dels bombardejos aliats, i després de l'operació Gomorra a Hamburg i el bombardeig de Kiel el 1943, molta gent hi van cercar refugi. Els nazis van construir uns quants camps de treballadors forçats. Va ser alliberada el 5 de maig de 1945 per l'exèrcit britànic.

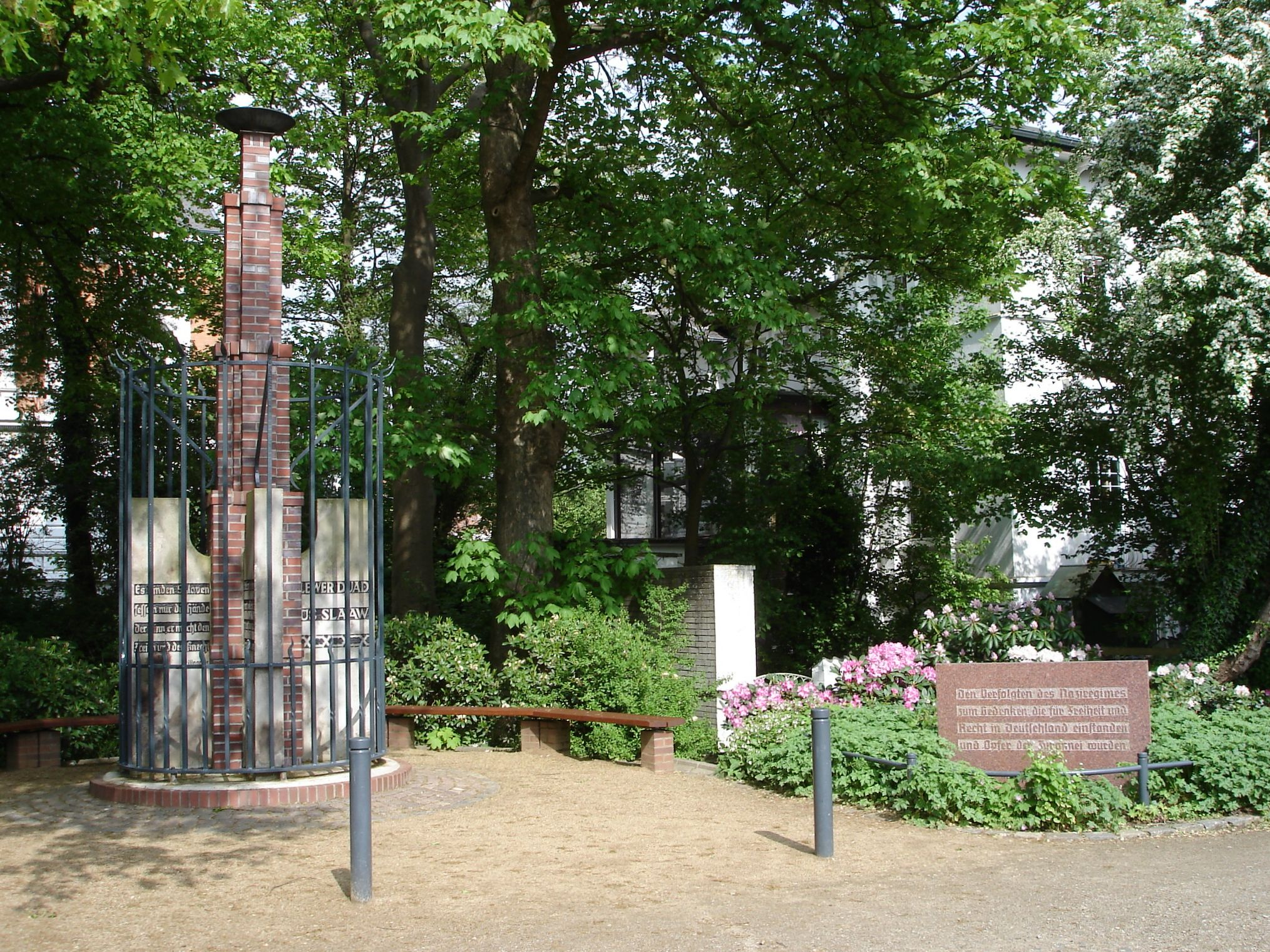
Monument a les víctimes del nazisme

Després de la guerra, la població en poc de temps va quasi doblar-se, en acollir els expulsats dels territoris orientals, que Alemanya va haver de cedir a Polònia i Rússia. El 1946 ser la primera ciutat de tota l'Alemanya a erigir un monument en commemoració de les víctimes de la violència nazi. A poc a poc el port comercial va perdre el seu paper, tot i queda, fins avui, accessible per embarcacions de riu i petites embarcacions de mar. L'ocàs de la indústria, l'absència de clavegueram i un manc de manteniment del meandre de l'Stör, en van fer als anys 1960 una claveguera a cel obert. El 1974 l'ajuntament va decidir de terraplenar el braç, que durant vuit segles va ser l'arteria vital. Una intervenció urbanística que a aquesta època semblava raonable, però que amb el temps va adverar-se com la intervenció que va matar el nucli històric i l'element emblemàtic de la ciutat. Des del 2010, els ciutadans van començar a actuar per a reobrir i renaturalitzar el braç del riu terraplenat.

## Economia
Després de l'ocàs de la indústria pesant tradicional, ISIT, un centre de recerca sobre la tecnologia del silici (al grup dels Fraunhofer-Instituts) i un centre d'innovació tecnològica van contribuir a atreure noves empreses d'alta tecnologia. Com altres empreses majors, hi ha una impremta industrial que treballa per les editorials majors d'Hamburg, una entitat del grup cimenter Holcim, una fàbrica de bombes i una entitat del grup farmacèutic Pohl-Boskamp. El nucli antic tradicionalment té una concentració de botigues de proximitat, tot i que pateix de desocupació d'uns grans magatzems dels anys 1960 en una arquitectura poc atractiva. A la perifèria es troben les grans magatzems que es troben tot arreu a Alemanya a la perifèria de cada ciutat. Altres empleadors majors són els serveis de proximitat, els 4 hospitals i els serveis socials. S'espera molt que la reobertura de l'Stör i la desconstrucció dels errors majors de l'urbanisme brutal dels anys 1960 tornaran a donar un encant nou al centre.

## Llocs d'interès
- El túmul Germanengrab, de l'època del bronze
- L'antiga Casa de la Vila
- El Monestir d'Itzehoe, antic monestir cistercià
- El museu districtal Prinzesshoff[6]
- El Museu Wenzel Hablik dedicat al pintor Wenzel Hablik (1881-1934)
- El Teatre Itzehoe, teatre dissenyat per l'arquitecte Gottfried Böhm a la ribera de l'Stör terraplenat a l'emplaçament de l'antiga fàbrica de sucre,

## Persones d'Itzehoe
- Eliza Wille (1809-1893), escriptora

## Ciutats agermanades
- - Cirencester, Regne Unit
- - La Couronne, Charente, França
- - Pasłęk, Polònia